# Roteiro para a democracia
O roteiro para a democracia ou Roteiro para uma Democracia Disciplinada de Mianmar (oficialmente Roteiro para uma Democracia Florescente e Disciplinada), anunciado pelo general Khin Nyunt em 30 de agosto de 2003 na mídia estatal, forneceu um processo de sete etapas para restaurar a democracia no país. Aprovado pelo Conselho de Estado para a Paz e Desenvolvimento, descreve essencialmente a remontagem da Convenção Nacional em Nyaunghnapin (município de Hmawbi, divisão de Yangon) para redigir uma constituição, realizar um referendo nacional para aprovar a constituição, realizar uma eleição geral para eleger membros do Hluttaw (órgão legislativo) e, finalmente, realizar sessões parlamentares.

## Fases
Este roteiro possui sete etapas:
- Primeira Fase – Reorganizar a Convenção Nacional, suspensa desde 1996.
- Segunda Fase – Implementar passo a passo as tarefas necessárias para a fundação de um sistema democrático quando a Convenção Nacional for concluída com êxito.
- Terceira Fase – Elaborar um projeto de constituição com base nos conceitos gerais e princípios detalhados preconizados pela Convenção Nacional.
- Quarta Fase – Realizar um referendo nacional para aprovar o projeto de constituição.
- Quinta Fase – Realizar eleições livres e justas para a formação dos órgãos legislativos nacionais necessários (Hluttaw).
- Sexta Fase – Convocar a reunião de representantes eleitos para a Hluttaw.
- Sétima Fase – Os líderes, o governo e os órgãos de autoridade eleitos para a Hluttaw prosseguiram com a tarefa de construir um novo estado democrático.

## Reação
A mídia do exílio e grupos pró-democracia criticaram o roteiro, por sua falta de prazos ou cronogramas definidos. O Myanmar Times afirmou que o roteiro representava progresso e esperança para a possível democratização do país. O enviado da ONU para a Birmânia, Ibrahim Gambari, pressionou por um roteiro mais "credível e inclusivo" em 2008.